# Крупники (Подляское воеводство)
Крупники (пол. Krupniki) — деревня в Белостокском повете Подляского воеводства Польши. Входит в состав гмины Хорощ. Находится примерно в 6 км к западу от центра города Белосток. По данным переписи 2011 года, в деревне проживало 565 человек.
Согласно переписи 1921 года, в Крупниках проживало 114 человек (57 женщин и 57 мужчин) в 22 домах. Большинство жителей были православными, остальные - католиками.